# Robert Leroux (escrime)
Pour les articles homonymes, voir Robert Leroux et Leroux.
Robert Leroux, né le 22 août 1967 à Casablanca, est un escrimeur français. Membre de l'équipe de France d'épée, il est médaillé à plusieurs reprises lors des Jeux olympiques et des Championnats du monde.
Il est marié depuis 1997 à Valérie Barlois, escrimeuse française championne Olympique.

## Carrière dans la gestion du sport
Il s'est reconverti dans le marketing sportif et a occupé les fonctions de directeur de la Régie publicitaire et des partenariats au Stade de France puis de directeur commercial et marketing à l'Olympique de Marseille, puis chez ASO (Tour de France, Paris-Dakar, Marathon de Paris, Voile...) en tant que directeur Hospitalité & Relations Publiques. Il a fondé une agence de conseil en marketing sportif, événements et accompagnement de sportifs et gère notamment les intérêts d'Alain Bernard.

## Palmarès

### Jeux olympiques
- Médaille de bronze en épée par équipe aux Jeux olympiques d'été de 1996 à Atlanta aux côtés de Jean-Michel Henry et Éric Srecki.
- 4e place aux Jeux olympiques d'été de 1992.

### Championnats du monde
- Médaille d'or en épée par équipe en 1994.
- Médaille d'argent en épée individuel en 1995.
- Médaille d'argent en épée par équipe en 1991.
- Médaille d'argent en épée par équipe en 1993.
- Médaille d'argent en épée par équipe en 1995
- Médaille de bronze en épée individuel en 1997.